# دلتا-وی

دلتا-وی

دلتا-وی (به معنای تغییر در سرعت)(انگلیسی: Delta-v) که با سمبل v∆ نشان داده می‌شود و در دینامیک پرواز فضاپیما استفاده می‌شود، معیاری است برای اندازه‌گیری ضربه ای که برای انجام مانورهایی از جمله پرتاب، فرود بر روی یک سیاره، قمر یا مانور مداری موردنیاز است. دلتا-وی کمیتی اسکالر و دارای واحد سرعت است. دلتا-وی را نباید با مفهوم تغییر سرعت فیزیکی در وسایل نقلیه اشتباه گرفت.
به عنوان مثالی ساده، راکتی را که با سوزاندن سوخت، رانش بدست می‌آورد، در نظر بگیرید. دلتا-وی، تغییری در سرعت است که با سوزاندن کل سوخت راکت به دست می‌آید.
دلتا-وی بوسیلهٔ موتورهای واکنشی مانند موتورهای راکت تولید می‌شود و با رانش بر واحد جرم و زمان سوختن متناسب است. دلتا-وی برای تخمین جرم مادهٔ نیرو محرکه ی موردنیاز برای انجام یک مانور استفاده می‌شود که از معادله ی راکت تسیولکوفسکی به دست می‌آید.
برای مانورهای متعدد، دلتا-وی به صورت خطی جمع می‌شود.
برای ماموریت‌های میان سیاره ای، اغلب از نمودار برش تنه درخت (porkchop plot) استفاده می‌شود که دلتا-وی مورد نیاز برای یک مأموریت را به عنوان تابعی از زمان پرتاب نشان می‌دهد.